# Vodicí pes

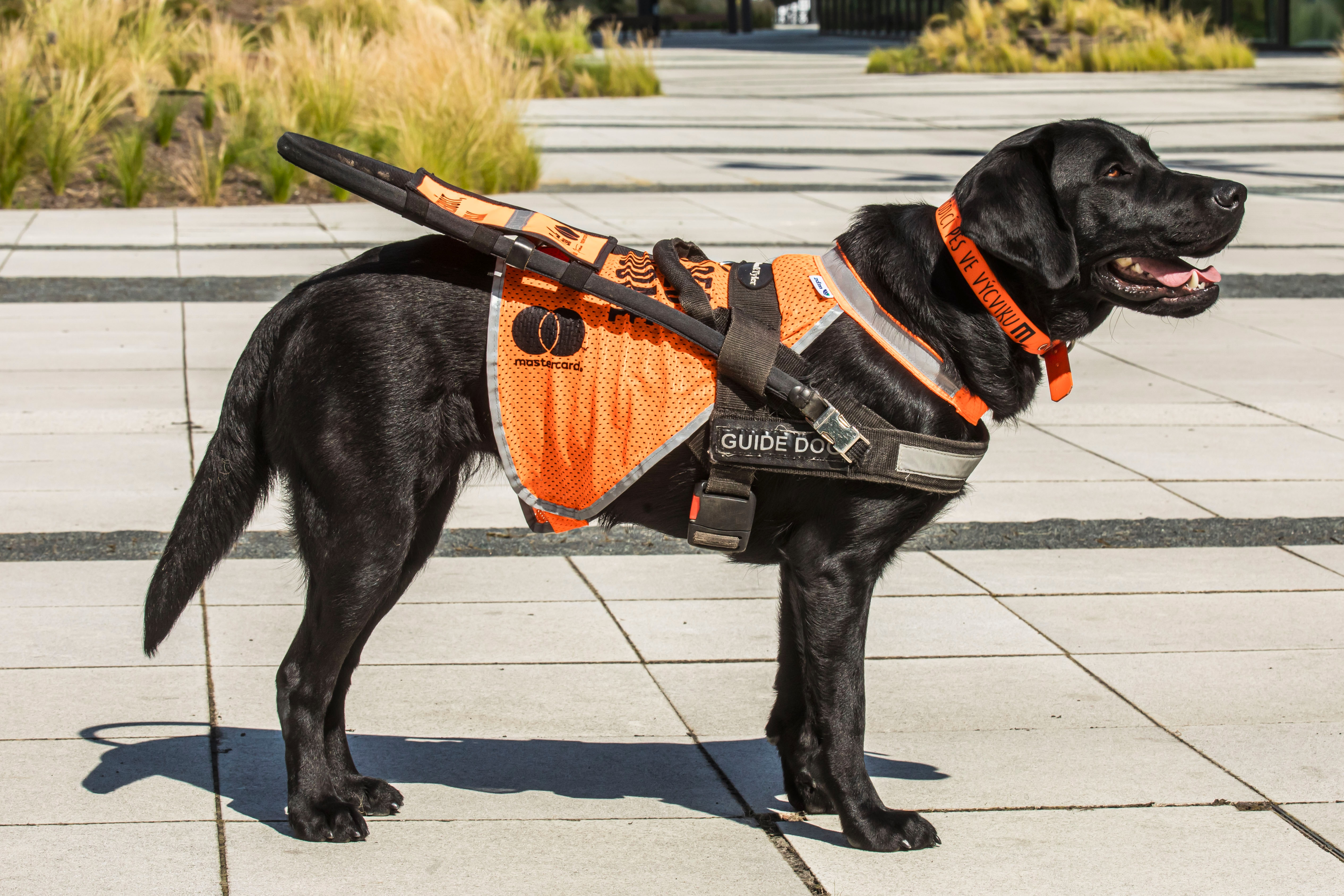
Vodicí pes v postroji

Vodicí pes je speciálně vycvičený pes sloužící jako zvláštní kompenzační pomůcka pro osoby se zrakovým postižením. Vodicí pes má za úkol těmto osobám pomáhat v běžném životě, a to hlavně při samostatném pohybu venku.

## Vhodná plemena

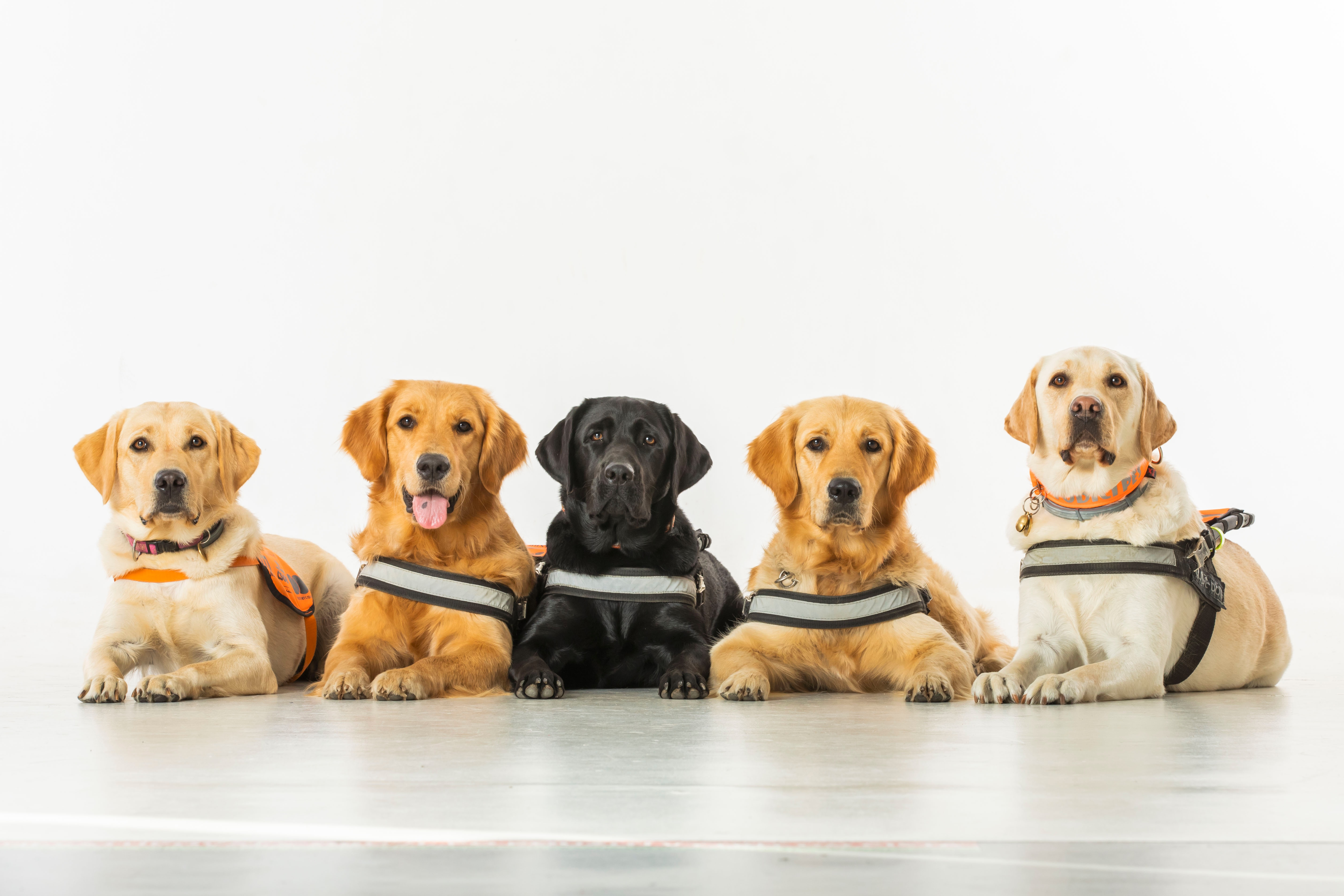
Nejčastěji využívanými plemeny pro práci vodicího psa jsou labradorský a zlatý retriever.

Jako vodicí psi jsou pro svou povahu cvičeni hlavně labradorští či zlatí retrívři, ale také němečtí ovčáci, kolie, velcí pudlové a další plemena či jejich funkční kříženci. Většina organizací, které cvičí vodicí psy, mají vlastní chov štěňat, jejichž rodiče mají pro tuto práci ty nejlepší předpoklady.

## Výcvik

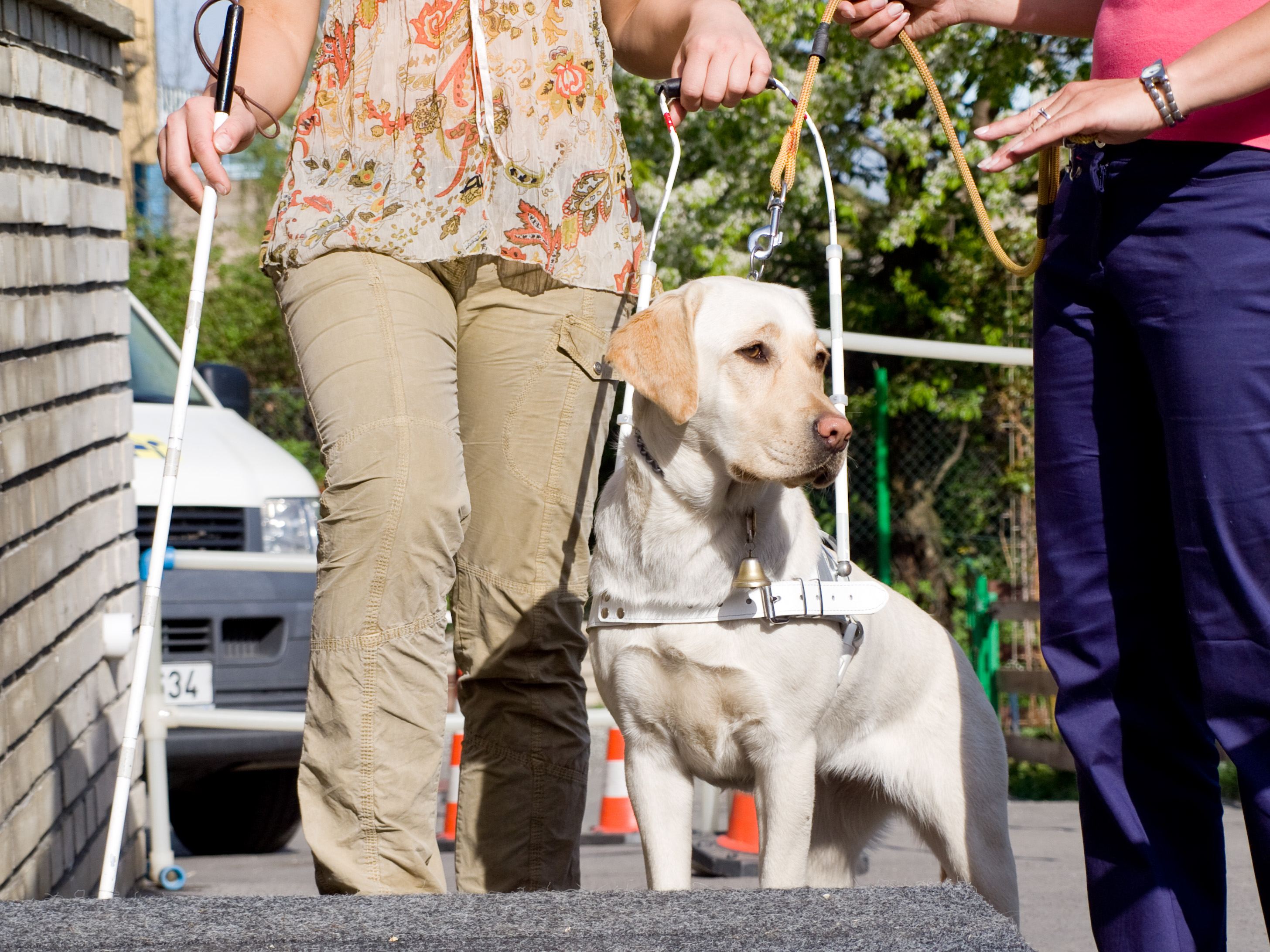
Pes označující schody

V dnešní době většina organizací začíná pracovat již se štěňaty, kdy po jejich odchovu, případně nákupu, je štěně umístěno na rok do rodiny na tzv. předvýchovu, kde je socializováno a učeno základním návykům slušného chování. Po předvýchově je pes dalších šest až osm měsíců cvičen speciálním dovednostem potřebným k doprovázení nevidomého člověka. Mezi takovéto dovednosti patří například obcházení překážek, zastavení před okrajem chodníku, označení schodů či podávání předmětů – dovedností je celkem 34 a jsou dány zákonem. Organizace, které cvičí vodicí psy, sdružuje Mezinárodní federace vodicích psů (International Guide Dog Federation), která každých 5 let kontroluje dodržování standardů. V České republice působí takové subjekty čtyři: Nadační fond Mathilda, Pomocné tlapky, o.p.s., SONS ČR, z.s. a Škola pro výcvik vodicich psů, s.r.o. Kromě výcviku psa je také potřeba dobře připravit jeho uživatele, který se musí umět o psa nejen postarat, ale musí se také dokázat samostatně orientovat na známých trasách.